# Liste des édifices labellisés « Architecture contemporaine remarquable » du Rhône
Cet article recense les édifices labellisés « Architecture contemporaine remarquable » du Rhône, en France.
Le label « Architecture contemporaine remarquable » remplace depuis 2016 l'ancien label « Patrimoine du XXe siècle ». Il ne prend en compte que des édifices de moins de 100 ans à la date de labellisation, et qui ne sont pas protégés comme monuments historiques.
Au début 2024, le Rhône compte 40 édifices ainsi labellisés.

## Liste
| Monument | Commune                   | Adresse | Coordonnées                      | Notice     | Date | Illustration |
| --- | ------------------------- | --- | -------------------------------- | ---------- | ---- | --- |
| Campus de Bron de l'université Lumière-Lyon-II                                                                          | Bron                      | 5 avenue Pierre-Mendès-France Avenue de l'Université                                                          | 45° 43′ 12″ nord, 4° 55′ 06″ est | ACR0000123 | 2003 | Campus de Bron de l'université Lumière-Lyon-II                                                                         |
| Chapelle Notre-Dame-de-l'Assomption de la Giraudière                                                                    | Brussieu                  | La Giraudière                                                                                                 | 45° 43′ 59″ nord, 4° 31′ 44″ est | ACR0000124 | 2012 | Chapelle Notre-Dame-de-l'Assomption de la Giraudière                                                                   |
| Poste | Caluire-et-Cuire          | 28 rue Jean-Moulin                                                                                            | 45° 47′ 52″ nord, 4° 50′ 42″ est | ACR0000125 | 2003 | Image manquante Téléverser                                                                                             |
| Immeuble de bureaux de la société ALGOE                                                                                 | Écully                    | 9 bis route de Champagne                                                                                      | 45° 47′ 00″ nord, 4° 46′ 51″ est | ACR0000126 | 2003 | Image manquante Téléverser                                                                                             |
| Immeuble de bureaux de la société Total France                                                                          | Feyzin                    | | 45° 40′ 26″ nord, 4° 50′ 50″ est | ACR0000127 | 2003 | Image manquante Téléverser                                                                                             |
| Cité des Étoiles | Givors                    | Place Henri-Barbusse                                                                                          | 45° 34′ 56″ nord, 4° 46′ 27″ est | ACR0000128 | 2003 | Image manquante Téléverser                                                                                             |
| Immeuble Curtelin | Lyon 02                   | 9 quai Jean-Moulin                                                                                            | 45° 46′ 00″ nord, 4° 50′ 15″ est | ACR0000131 | 2003 | Immeuble Curtelin |
| Poste centrale | Lyon 02                   | 10 place Antonin-Poncet                                                                                       | 45° 45′ 21″ nord, 4° 50′ 02″ est | ACR0000132 | 2003 | Poste centrale |
| Cité Perrache | Lyon 02                   | 36 à 39 quai Perrache 28 et 34 cours Bayard 37 à 43 rue Casimir-Périer 63 à 75 rue Antoine-Delandine          | 45° 44′ 31″ nord, 4° 49′ 28″ est | ACR0000130 | 2003 | Image manquante Téléverser                                                                                             |
| Auditorium Maurice-Ravel                                                                                                | Lyon 03                   | 149 rue Garibaldi                                                                                             | 45° 45′ 42″ nord, 4° 51′ 10″ est | ACR0000133 | 2011 | Auditorium Maurice-Ravel                                                                                               |
| Immeuble de l'ancien garage Atlas                                                                                       | Lyon 03                   | 67 avenue du Maréchal-de-Saxe Rue Le Royer                                                                    | 45° 45′ 44″ nord, 4° 50′ 43″ est | ACR0000134 | 2003 | Immeuble de l'ancien garage Atlas                                                                                      |
| Home Lacassagne | Lyon 03                   | 162 avenue Lacassagne Cours Eugénie Rue Coignet                                                               | 45° 44′ 42″ nord, 4° 53′ 23″ est | ACR0000135 | 2003 | Image manquante Téléverser                                                                                             |
| Théâtre de la Croix-Rousse                                                                                              | Lyon 04                   | 90 grande rue de la Croix-Rousse                                                                              | 45° 46′ 51″ nord, 4° 50′ 00″ est | ACR0000137 | 2003 | Théâtre de la Croix-Rousse                                                                                             |
| Externat Sainte-Marie                                                                                                   | Lyon 05                   | 4 montée Saint-Barthélemy 28-29 chemin de Montauban                                                           | 45° 45′ 54″ nord, 4° 49′ 13″ est | ACR0000138 | 2003 | Image manquante Téléverser                                                                                             |
| Les Cèdres | Lyon 05                   | 44 rue de la Favorite                                                                                         | 45° 45′ 27″ nord, 4° 48′ 33″ est | ACR0000139 | 2003 | Les Cèdres |
| Lugdunum | Lyon 05                   | 17 rue Cléberg                                                                                                | 45° 45′ 38″ nord, 4° 49′ 12″ est | ACR0000140 | 2003 | Lugdunum |
| Palais de Flore | Lyon 06                   | 8 boulevard Jules-Favre                                                                                       | 45° 45′ 55″ nord, 4° 51′ 31″ est | ACR0000141 | 2003 | Palais de Flore |
| Centre nautique Tony-Bertrand                                                                                           | Lyon 07                   | Quai Claude-Bernard                                                                                           | 45° 45′ 14″ nord, 4° 50′ 19″ est | ACR0000146 | 2003 | Centre nautique Tony-Bertrand                                                                                          |
| Cité de Gerland | Lyon 07                   | 13 rue Benjamin-Delessert Rue de l'Effort Chemin de Gerland                                                   | 45° 43′ 43″ nord, 4° 50′ 05″ est | ACR0000142 | 2003 | Image manquante Téléverser                                                                                             |
| Groupe scolaire Aristide-Briand                                                                                         | Lyon 07                   | 293-295 avenue Jean-Jaurès                                                                                    | 45° 43′ 45″ nord, 4° 49′ 57″ est | ACR0000143 | 2003 | Groupe scolaire Aristide-Briand                                                                                        |
| Immeuble Rostagnat | Lyon 07                   | 13 rue Saint-Lazare                                                                                           | 45° 44′ 53″ nord, 4° 50′ 49″ est | ACR0000144 | 2011 | Image manquante Téléverser                                                                                             |
| Palais des sports | Lyon 07                   | 350 avenue Jean-Jaurès                                                                                        | 45° 43′ 27″ nord, 4° 49′ 43″ est | ACR0000145 | 2007 | Palais des sports |
| Manufacture des tabacs                                                                                                  | Lyon 07                   | 4 cours Albert-Thomas                                                                                         | 45° 44′ 52″ nord, 4° 51′ 37″ est | ACR0000136 | 2003 | Manufacture des tabacs                                                                                                 |
| Cité La Duchère (Ciné Duchère, église Notre-Dame-du-Monde-Entier, tour panoramique, château d'eau, logements)           | Lyon 08                   | | 45° 47′ 01″ nord, 4° 47′ 48″ est | ACR0000149 | 2003 | Cité La Duchère(Ciné Duchère, église Notre-Dame-du-Monde-Entier, tour panoramique, château d'eau, logements)           |
| Cité des États-Unis | Lyon 08                   | 62-89 boulevard des États-Unis                                                                                | 45° 44′ 03″ nord, 4° 51′ 48″ est | ACR0000147 | 2003 | Cité des États-Unis |
| Clinique Auguste-Lumière (actuelle direction des affaires techniques des hospices civils de Lyon)                       | Lyon 08                   | 45-47-49 rue Villon                                                                                           | 45° 44′ 34″ nord, 4° 51′ 54″ est | ACR0000148 | 2003 | Clinique Auguste-Lumière(actuelle direction des affaires techniques des hospices civils de Lyon)                       |
| Église Notre-Dame-de-l'Annonciation                                                                                     | Lyon 09                   | Place de Paris                                                                                                | 45° 46′ 43″ nord, 4° 48′ 15″ est | ACR0000150 | 2003 | Église Notre-Dame-de-l'Annonciation                                                                                    |
| Maison Le Méruzin | Saint-Didier-au-Mont-d'Or | 54 route de Limonest                                                                                          | 45° 49′ 08″ nord, 4° 47′ 36″ est | ACR0000152 | 2003 | Image manquante Téléverser                                                                                             |
| Centre de l'Institut français du pétrole                                                                                | Solaize                   | | 45° 38′ 37″ nord, 4° 49′ 41″ est | ACR0000153 | 2003 | Image manquante Téléverser                                                                                             |
| Tribune du public de l'ancien hippodrome                                                                                | La Tour-de-Salvagny       | Avenue du Casino                                                                                              | 45° 48′ 14″ nord, 4° 43′ 10″ est | ACR0000129 | 2003 | Tribune du public de l'ancien hippodrome                                                                               |
| Cité de la Soie (Grande cité, petite cité, villas de directeurs, usine Tase)                                            | Vaulx-en-Velin            | Chemin de la Poudrette Rue Alfred-de-Musset Avenue Roger-Salengro                                             | 45° 45′ 40″ nord, 4° 55′ 20″ est | ACR0000154 | 2003 | Cité de la Soie(Grande cité, petite cité, villas de directeurs, usine Tase)                                            |
| École nationale supérieure d'architecture de Lyon                                                                       | Vaulx-en-Velin            | 3 rue Maurice Audin                                                                                           | 45° 46′ 48″ nord, 4° 55′ 25″ est | ACR0001788 | 2023 | Image manquante Téléverser                                                                                             |
| Chapelle de semaine de l'église de l'Épiphanie                                                                          | Vénissieux                | 2 rue du Président-Édouard-Herriot                                                                            | 45° 41′ 40″ nord, 4° 52′ 30″ est | ACR0000155 | 2007 | Chapelle de semaine de l'église de l'Épiphanie                                                                         |
| Piscine de Vénissieux                                                                                                   | Vénissieux                | 16 avenue du Docteur-Georges-Lévy                                                                             | 45° 43′ 09″ nord, 4° 51′ 28″ est | ACR0000156 | 2003 | Image manquante Téléverser                                                                                             |
| Chambre de commerce et d'industrie du Beaujolais                                                                        | Villefranche-sur-Saône    | 317 boulevard Gambetta                                                                                        | 45° 59′ 33″ nord, 4° 42′ 53″ est | ACR0000158 | 2003 | Chambre de commerce et d'industrie du Beaujolais                                                                       |
| Église Notre-Dame de Béligny                                                                                            | Villefranche-sur-Saône    | Rue Condorcet                                                                                                 | 45° 58′ 59″ nord, 4° 44′ 02″ est | ACR0000157 | 2003 | Image manquante Téléverser                                                                                             |
| Marché couvert | Villefranche-sur-Saône    | Boulevard Jean-Jaurès                                                                                         | 45° 59′ 16″ nord, 4° 42′ 53″ est | ACR0000159 | 2003 | Marché couvert |
| Cité des Gratte-ciel (Théâtre national populaire, HBM de Jean-Marius Pin, gratte-ciel de Môrice Leroux, hôtel de ville) | Villeurbanne              | Avenue Aristide-Briand Place de la Libération 33 rue Michel-Servet 28 rue Paul-Verlaine Avenue Henri-Barbusse | 45° 46′ 00″ nord, 4° 52′ 47″ est | ACR0000160 | 2003 | Cité des Gratte-ciel(Théâtre national populaire, HBM de Jean-Marius Pin, gratte-ciel de Môrice Leroux, hôtel de ville) |
| Immeuble Lods | Villeurbanne              | 82-84 rue du 1er-Mars-1943                                                                                    | 45° 45′ 52″ nord, 4° 53′ 21″ est | ACR0000161 | 2006 | Image manquante Téléverser                                                                                             |
| Immeubles de la résidence La Péralière                                                                                  | Villeurbanne              | Rue du 1er-Mars-1943 Rue du 4-Août Rue de la Baisse                                                           | 45° 45′ 49″ nord, 4° 53′ 21″ est | ACR0000162 | 2003 | Image manquante Téléverser                                                                                             |